# Телль Хазна I
Телль-Хазна I — древнейший храмовый комплекс в Сирии.

## Местоположение и периодизация
Телль Хазна I — уникальный, почти полностью сохранившийся культовый город, существовавший в конце IV - первой трети III тыс. до н. э.
Храмовый комплекс находится в долине Хабура (Северо-Восточная Сирия), в 25 километрах к северо-востоку от города Хасеке (центра одноименной провинции Хасеке) — у деревень Аляви и Хазна в Сирии. Недалеко расположено крупное городище Тель-Брак.
Местность эта входит в состав так называемого Хабурского треугольника и охватывает бассейны р. Джаг-Джаг (левого притока Хабура) и впадающего в неё Вади Ханзир (или Вади Риджла). Вблизи от названных деревень расположены три таких холма, из которых Телль Хазна I является наибольшим.
Предполагается, что Храм был построен в конце урукского периода и просуществовал до раннединастического II периода, то есть от конца IV до 2700 г. до н. э.

## Исследователи
Храмовый комплекс в северо-восточной Сирии исследовался Сирийской экспедицией Института археологии РАН, начиная с 1988 года. Руководитель археологических раскопок — член-корреспондент РАН Рауф Мунчаев.

## Характеристики телля и храма[1]
Высота телля составляет более 17 м, средний диаметр — 150 м.
Ему предшествовали на данном месте поселения урукской (IV тысячелетие до н. э.) и убейдской (V тысячелетие до н. э.) культур.
Глубина культурного слоя Телль Хазны I — 16 м, из которых:
- 4 м — убейдская и урукская культура;
- остальные 12 м — раннединастический период I.

Особенности храма:
- расположение храма на ряде последовательных искусственных террас;
- обнаружены храмовые жертвенные заклады, связанные с наиболее значительными сооружениями и подтверждающие причастность их к культовым действиям;
- комплекс громадных монументальных конструкций для хранения зерна, свидетельствующих о концентрации на памятнике общественных продовольственных запасов и осуществлявшихся здесь распределительных функциях;
- имеет место правильная гомогенно развивающаяся планировка при взаимосвязи фактически всех построек и общих овальных очертаниях памятника, отмеченных серией особо монументальных общественных конструкций;
- единичность и предельная невыразительность жилой части храма при безусловном ритуальном характере основных сооружений;
- специфическая конструкция ряда стен с пилястрами и нишами между ними, характерная для общественных построек и прежде всего для храмовой архитектуры древней Месопотамии и выделение подобных стен цветной штукатуркой;
- наличие столов для жертвоприношений и прямые свидетельства последних;
- связь многообразных огневых действий как производственного, так — в большинстве своем — и ритуального характера.

Ученые делают вывод, что указанные особенности позволяют рассматривать этот храм как храмово-административный центр определенной округи (что свидетельствует о древней иерархии поселенческих систем и городов).
В телле был обнаружен гончарный горн.